# Narcissus romieuxii
Espèce
Narcissus romieuxii est une espèce de plantes de la famille des Amaryllidacées présente au Maroc.